# Klaus Töpfer
Pour les articles homonymes, voir Töpfer.
Klaus Töpfer (né le 29 juillet 1938 à Waldenburg (province de Basse-Silésie), aujourd'hui en Pologne et mort le 8 juin 2024 à Munich (Bavière)) est un homme politique allemand membre de l'Union chrétienne-démocrate d'Allemagne (CDU).
Ministre fédéral à plusieurs reprises, il est également directeur exécutif du Programme des Nations unies pour l'environnement (PNUE).

## Biographie
Klaus Töpfer est expulsé de Silésie, revenue à la Pologne, en 1945, et obtient son Abitur quatorze ans plus tard à Höxter. Il effectue ensuite son service militaire dans la Bundeswehr, et devient lieutenant de réserve.
En 1960, il entreprend des études supérieures d'économie à Mayence, Francfort-sur-le-Main et enfin Münster. Il obtient son diplôme en 1964 et est engagé l'année suivante comme assistant à l'Institut central de recherche sur les territoires et la planification régionale de l'université de Münster. Parallèlement, il occupe un poste de maître de conférences à l'Académie d'économie de Hagen à l'université de Bielefeld.
Ayant obtenu son doctorat d'économie en 1968, prend la direction du département d'économie de l'Institut central deux ans plus tard. Il renonce à toutes ses fonctions en 1971 et devient chef du département de Planification et d'Information de la chancellerie régionale de Sarre. Il reste en poste durant sept ans puis travaille comme expert en développement en Égypte, au Malawi, au Brésil et en Jordanie.
Cette même année 1978, il obtient un poste de professeur des universités à l’université de Hanovre, dont il dirige l'Institut central de recherche sur les territoires et la planification régionale. Il y renonce un an plus tard.
Il a également fait partie du conseil des experts sur l'environnement de la banque KfW de 1985 à 1986 et siège au sein de son conseil d'administration.
En 2009, Klaus Töpfer fait partie des directeurs fondateurs de l'Institut pour les études avancées sur le développement durable (IASS) de Potsdam. Marié et père de trois enfants, il vivait à Höxter.

### Carrière politique

#### Comme membre de la CDU
Klaus Töpfer a rejoint l'Union chrétienne-démocrate d'Allemagne (CDU) en 1972, et en est élu président à Sarrebruck cinq ans plus tard, pour un mandat de deux ans. Il entre également au comité directeur de Sarre en 1977.
En 1987, il est désigné à la tête du parti dans l'arrondissement de Rhin-Hunsrück, situé en Rhénanie-Palatinat. Il abandonne ce poste deux ans plus tard et intègre le comité directeur fédéral. Élu président de la CDU de Sarre en 1990 pour cinq ans, il devient membre de la présidence fédérale en 1992. En 1998, il renonce à l'ensemble de ses fonctions au sein de l'appareil du parti.

#### Premières fonctions régionales
En 1978, Klaus Töpfer est nommé secrétaire d'État au sein du ministère régional des Affaires sociales, de la Santé et de l'Environnement de Rhénanie-Palatinat. Il occupe ce poste jusqu'au jour où il devient ministre de l'Environnement et de la Santé du Land, le 23 mai 1985.

#### Ministre fédéral
Klaus Töpfer est désigné ministre fédéral de l'Environnement, de la Protection de la nature et de la Sécurité nucléaire le 7 mai 1987 par Helmut Kohl pour succéder à Walter Wallmann, qui avait été le premier à occuper ce portefeuille.
Le 28 janvier 1990, il se présente aux régionales en Sarre contre le ministre-président social-démocrate Oskar Lafontaine mais n'obtient que 18 sièges sur 51, alors que le parti de Lafontaine en obtient 30. Il est élu député au Bundestag le 2 décembre de la même année.

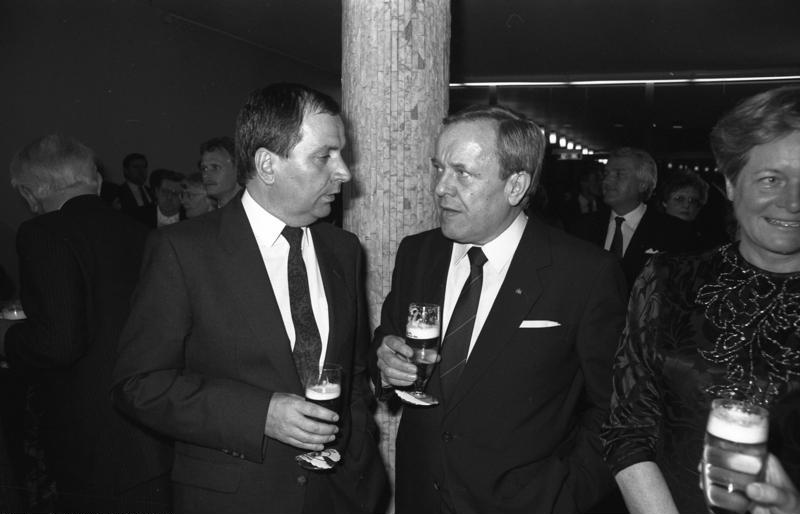
Klaus Töpfer (à gauche) discutant avec Walter Wallmann en 1987.

Il se représente aux élections régionales le 16 octobre 1994, et remporte trois sièges de plus, ce qui n'empêche pas le Parti social-démocrate d'Allemagne (SPD) de conserver la majorité absolue au Landtag avec 27 députés régionaux. Il est réélu au Bundestag le même jour. Le 17 novembre suivant, il est nommé ministre fédéral de l'Aménagement du territoire, de la Construction et de l'Urbanisme. Avec un mandat de sept ans et six mois à la tête ministère de l'Environnement, il détient le record de longévité à ce poste.

#### Directeur du PNUE
Le 14 janvier 1998, Klaus Töpfer renonce à son portefeuille ministériel, puis à son siège de député fédéral le 28 février. Klaus Töpfer devient ensuite Secrétaire général adjoint des Nations unies, directeur général du bureau de l'ONU à Nairobi et directeur exécutif du Programme des Nations unies pour l'environnement (PNUE). À ce poste, il a joué un rôle capital dans l'évaluation des dégâts sur l'environnement et les mesures prises pour y remédier à la suite du tsunami de 2004.
Après deux mandats de quatre ans, il quitte l'ONU en juin 2006.

#### Candidat possible à la présidence fédérale
En février 2012, peu après la démission du président fédéral,Christian Wulff, le nom de Klaus Töpfer est mentionné parmi ceux des prétendants possibles à la plus haute fonction de l'État. C'est finalement l'ancien pasteur et militant pour les droits de l'Homme, Joachim Gauck, qui est désigné candidat à l'élection présidentielle anticipée de mars 2012.